# Jennifer Larmore
Jennifer Larmore (Atlanta, 21 giugno 1958) è un mezzosoprano statunitense, particolarmente nota per il suo repertorio rossiniano e barocco.

## Biografia
Originaria di Atlanta, Jennifer Larmore-Powers studiò presso il Westminster Choir College di Princeton (New Jersey), e prese alcune lezioni private con John Bullock e Regina Resnik.
Il suo debutto professionale fu nel 1986 all'Opéra di Nizza come Sesto nella Clemenza di Tito: da allora in poi si è esibita nei maggiori teatri di tutto il mondo (Vienna, Ginevra, Londra, New York, Milano, Venezia).
Numerose sono le sue incisioni sia di opere che di recital (sotto varie etichette: Opera Rara, Harmonia Mundi, Deutsche Grammophon).
Nel 2002 ha ricevuto il prestigioso Ordre des Arts et des Lettres dal governo francese.
Nel 2008 vinse il Grammy Award for Best Opera Recording per il CD Hänsel e Gretel (opera).
Tuttora la Larmore continua la sua carriera, staccandosi dal suo repertorio d'elezione, e orientandosi verso il Novecento operistico (The turn of the Screw, Lulu, Jenufa) e verso il repertorio francese (Werther, Hamlet).

## Repertorio
| Ruolo               | Titolo                           | Autore          |
| ------------------- | -------------------------------- | --------------- |
| Romeo Montecchi     | I Capuleti e i Montecchi         | Bellini         |
| Marie               | Wozzeck                          | Berg            |
| Contessa Geschwitz  | Lulu                             | Berg            |
| Marguerite          | La damnation de Faust            | Berlioz         |
| Carmen              | Carmen                           | Bizet           |
| Miss Jessel         | The Turn of the screw            | Britten         |
| Médée               | Médée                            | Cherubini       |
| Fidalma             | Il matrimonio segreto            | Cimarosa        |
| Leonarda            | L'ajo nell'imbarazzo             | Donizetti       |
| Zeidar              | Elvida                           | Donizetti       |
| Giovanna Seymour    | Anna Bolena                      | Donizetti       |
| Edmondo             | Francesca di Foix                | Donizetti       |
| Alisa               | Lucia di Lammermoor              | Donizetti       |
| Orphée              | Orphée et Eurydice               | Gluck           |
| Giulio Cesare       | Giulio Cesare in Egitto          | Händel          |
| Die Dame            | Cardillac                        | Hindemith       |
| Hänsel              | Hänsel und Gretel                | Humperdinck     |
| Kostelnicka         | Jenůfa                           | Janáček         |
| Zanetto             | Zanetto                          | Mascagni        |
| Charlotte           | Werther                          | Massenet        |
| Messaggera          | L'Orfeo                          | Monteverdi      |
| Ottavia             | L'incoronazione di Poppea        | Monteverdi      |
| Marcellina          | Le nozze di Figaro               | Mozart          |
| Donna Elvira        | Don Giovanni                     | Mozart          |
| Sesto               | La clemenza di Tito              | Mozart          |
| Hélène              | La Belle Hélène                  | Offenbach       |
| Giulietta           | Les contes d'Hoffmann            | Offenbach       |
| Poro                | Alessandro nell'Indie            | Pacini          |
| Estella             | Carlo di Borgogna                | Pacini          |
| Elizabeth Griffiths | An American Tragedy              | Picker          |
| Mère Marie          | Dialogues des Carmélites         | Poulenc         |
| Tigrana             | Edgar                            | Puccini         |
| Marianna            | Il signor Bruschino              | Rossini         |
| Isabella            | L'italiana in Algeri             | Rossini         |
| Elisabetta          | Elisabetta, regina d'Inghilterra | Rossini         |
| Rosina              | Il barbiere di Siviglia          | Rossini         |
| Angelina            | La Cenerentola                   | Rossini         |
| Pippo               | La gazza ladra                   | Rossini         |
| Ottone              | Adelaide di Borgogna             | Rossini         |
| Arsace              | Semiramide                       | Rossini         |
| Principe Orlofsky   | Die Fledermaus                   | Strauss, Johann |
| Gertrude            | Hamlet                           | Thomas          |
| Lady Macbeth        | Macbeth                          | Verdi           |
| Maddalena           | Rigoletto                        | Verdi           |
| Princesse d'Eboli   | Don Carlos                       | Verdi           |
| Alcina              | Orlando furioso                  | Vivaldi         |
| Fricka              | Das Rheingold                    | Wagner          |
| Anna                | Die sieben Todsünden             | Weill           |

## Incisioni discografiche
| Anno | Titolo Ruolo                                  | Cast                                                   | Direttore                           | Etichetta           |
| ---- | --------------------------------------------- | ------------------------------------------------------ | ----------------------------------- | ------------------- |
| 1990 | L'incoronazione di Poppea Ottavia             | Guillemmette Laurens, Danielle Borst, Michael Schooper | René Jacobs                         | Harmonia Mundi      |
|      | Lucia di Lammermoor Alisa                     | Cheryl Studer, Plácido Domingo, Juan Pons              | Ion Marin                           | Deutsche Grammophon |
|      | La damnation de Faust Marguerite              | Keith Olsen, David Wilson-Johnson, Huub Claessens      | Gunther, Neuhold                    | Bayer Records       |
| 1991 | Giulio Cesare in Egitto Giulio Cesare         | Barbara Schlick, Bernarda Fink, Marianne Rörholm       | René Jacobs                         | Harmonia Mundi      |
|      | Il signor Bruschino Marianna                  | Claudio Desderi, Samuel Ramey, Kathleen Battle         | Ion Marin                           | Deutsche Grammophon |
| 1992 | Semiramide Arsace                             | Cheryl Studer, Samuel Ramey, Frank Lopardo             | Ion Marin                           | Deutsche Grammophon |
| 1993 | Rigoletto Maddalena                           | Richard Leech, Alexandru Agache, Leontina Vaduva       | Carlo Rizzi (direttore d'orchestra) | Teldec              |
|      | Il barbiere di Siviglia Rosina                | Hakan Hagegard, Raúl Giménez, Alessandro Corbelli      | Jesús López Cobos                   | Teldec              |
| 1994 | La Cenerentola Angelina                       | Raúl Giménez, Alessandro Corbelli, Gino Quilico        | Carlo Rizzi                         | Teldec              |
|      | Hänsel und Gretel Hänsel                      | Ruth Zesiak, Bernd Weikl, Hildegard Behrens            | Donald Runnicles                    | Teldec              |
| 1995 | Carmen                                        | Thomas Moser, Angela Gheorghiu, Samuel Ramey           | Giuseppe Sinopoli                   | Teldec              |
|      | L'Orfeo Messaggera                            | Laurcende Dale, Efrat Ben-Nun, Andreas Scholl          | René Jacobs                         | Harmonia Mundi      |
|      | Orfeo ed Euridice Orfeo                       | Dawn Upshaw, Alison Hagley                             | Donald Runnicles                    | Teldec              |
| 1997 | L'italiana in Algeri Isabella                 | John Del Carlo, Raúl Giménez, Alessandro Corbelli      | Jesús López Cobos                   | Teldec              |
| 1998 | I Capuleti e i Montecchi Romeo Montecchi      | Hei-Kyung Hong, Paul Groves, Raymond Aceto             | Donald Runnicles                    | Teldec              |
| 2001 | Carlo di Borgogna Estella                     | Bruce Ford, Elizabeth Futral, Roberto Frontali         | David Parry                         | Opera Rara          |
|      | Elisabetta, Regina d'Inghilterra Elisabetta I | Bruce Ford, Majella Cullagh, Antonino Siragusa         | Giuliano Carella                    | Opera Rara          |
|      | Bianca e Falliero Falliero                    | Majella Cullagh, Barry Banks, Ildebrando D'Arcangelo   | David Parry                         | Opera Rara          |
| 2004 | Elvida Zeidar                                 | Pietro Spagnoli, Annick Massis, Bruce Ford             | Antonello Allemandi                 | Opera Rara          |
|      | Francesca di Foix Edmondo                     | Annick Massis, Alfonso Antoniozzi, Bruce Ford          | Antonello Allemandi                 | Opera Rara          |
|      | Orlando furioso Alcina                        | Marie-Nicole Lemieux, Verónica Cangemi, Ann Hallenberg | Jean-Cristophe Spinosi              | Naive               |
| 2006 | Alessandro nell'Indie Poro                    | Bruce Ford, Laura Claycomb, Dean Robinson              | David Parry                         | Opera Rara          |
| 2007 | Zanetto                                       | Eilana Lappalainen                                     | Peter Tiboris                       | Elysium Recordings  |
|      | Hänsel und Gretel Hänsel                      | Rosalind Plowright, Robert Hayward, Rebecca Evans      | Charles Mackerras                   | Chandos             |
| 2009 | Vert-Vert La Corilla                          | Ann Taylor, Lucy Crowe, Toby Spence                    | David Parry                         | Opera Rara          |

### Altro
- Jennifer Larmore in Recital, 2004 VAI
- Mozart's Magical Night, Jennifer Larmore/Hélène Grimaud/Bavarian Radio Chamber Orchestra, 2015 Atlantic Crossing
- Mendelssohn, Felix: Symphony No. 2, "Lobgesang" - Christoph Prégardien/Bergen Philharmonic Orchestra & Choir/Bergen Vocal Ensemble/Judith Howarth/Andrew Litton/Jennifer Larmore/Danish National Vocal Ensemble, 2009 BIS
- Larmore, (Barber/Berlioz/Ravel/Britten) Royal Mezzo - Carlos Kalmar/Grant Park Orchestra/Jennifer Larmore, 2000 Cedille Records

## DVD
- Berg, Lulù - Antonio Pappano, Royal Opera House, Covent Garden 2009 Opus Arte/Naxos
- Janáček, Jenůfa - Donald Runnicles, Deutsche Oper Berlin 2014 Arthaus/Naxos
- Offenbach, La Belle Hélène - Jennifer Larmore/Jun-Sang Han/Peter Galliard, Opera di Amburgo 2014 C Major/Naxos
- Rossini, Il barbiere di Siviglia - Alberto Zedda/Simone Alaimo/Jennifer Larmore/David Malis/Renato Capecchi, regia Dario Fo, 1992 Arthaus/Naxos/Nederlandse Omroep Stichting
- Rossini, L'italiana in Algeri - Bruno Campanella/Simone Alaimo/Bruce Ford/Jennifer Larmore, Opéra national de Paris 1998 Arthaus/France 2
- Vivaldi, Orlando furioso - Marie-Nicole Lemieux/Jennifer Larmore/Verónica Cangemi/Philippe Jaroussky, Théâtre des Champs-Élysées 2011 Naive/France Télévisions